# Мерилин Чејмберс
Мерилин Чејмберс (енгл. Marilyn Chambers, 22. април 1952 — 12. април 2009) је била америчка порнографска глумица, стриптизета и фото-модел.

## Каријера
Њена најпознатија улога је у филму Иза зелених врата (енгл. Behind the Green Door) из 1972. године који је представљао њен деби у порно-филмовима. Била је шеста на листи Топ 50 порно звезда свих времена од стране AVN магазина. Године 2004. била је потпредседнички кандидат на изборима у САД. Преминула је 12. априла 2009. године, 10 дана пре 57. рођендана.

## Филмографија
- The Owl and the Pussycat (1970)
- Together (1971)
- Behind the Green Door (1972)
- Resurrection of Eve (1973)
- Inside Marilyn Chambers (1976)
- Rabid (1977)
- Insatiable (1980)
- Angel of H.E.A.T. (1983)
- Up 'n' Coming (1983)
- Insatiable II (1984)
- Still Insatiable (1999)
- Dark Chambers (2000)
- Edge Play (2000)
- Stash (2007)
- Solitaire (2008)
- Porndogs: The Adventures of Sadie (2009)

## Награде
- XRCO Hall of Fame[3]
- 1985 XRCO Award[4]
- 2005 FOXE Award
- 2008 XBIZ Award[5]